# ゴドフロワ・モーリス・ド・ラ・トゥール・ドーヴェルニュ
ゴドフロワ・モーリス・ド・ラ・トゥール・ドーヴェルニュ（Godefroy-Maurice de La Tour d'Auvergne, 1636年6月21日 - 1721年7月26日）は、ブルボン朝時代フランスの貴族・廷臣。ブイヨン公爵。

## 生涯
ブイヨン公フレデリック・モーリスとその妻エレオノール・ファン・デン・ベルフの間の長男。叔父のテュレンヌ大元帥の意向でマザラン枢機卿の姪（マザリネット）の1人マリー・アンヌ・マンシーニと婚約。2人の婚礼は1662年4月19日にルーヴル宮殿内王妃礼拝堂にて、国王夫妻臨席のもと行われた。
1658年から1715年までの長きにわたり、ルイ14世王にフランス王室侍従長として近侍した。1681年パリ市内のオテル・ド・バジニエールを購入して「オテル・ド・ブイヨン」と改称、この邸宅は妻の開いたサロンによって評判となった。

## 子女
妻との間に7人の子があった。
- ルイ・シャルル（1665年 - 1692年） - テュレンヌ公、1691年アンヌ・ジュヌヴィエーヴ・ド・レヴィと結婚、ステーンケルケの戦いで戦傷死
- マリー・エリザベート（1666年 - 1725年） - 「ブイヨン姫」
- エマニュエル・テオドーズ（1668年 - 1730年） - ブイヨン公
- ウジェーヌ・モーリス（1669年 - 1672年） - シャトー＝ティエリ公
- フレデリック・ジュール（1672年 - 1733年） - オーヴェルニュ公、1720年オリーヴ・カトリーヌ・ド・タラントと結婚
- ルイ・アンリ（1674年 - 1753年） - エヴルー伯、1707年マリー・アンヌ・クロザと結婚
- ルイーズ・ジュリー（1679年 - 1750年） - 「シャトー＝ティエリ姫」、1698年モンバゾン公フランソワ＝アルマン（フランス語版）と結婚

## 引用・脚注
1. 1 2  Paul Theroff. “La Tour d’Auvergne”.   Paul Theroff's Royal Genealogy Site. 2020年1月4日閲覧。
2. 1 2 3  Godefroy Maurice, Duc de Bouillon,Genealogy.euweb.de La Tour3.